# Срібло-цинковий акумулятор
Срібло-цинковий акумулятор — електричний акумулятор з категорії вторинних батарей, принцип роботи якого заснований на електрохімічних реакціях срібла і окису цинку в лужному середовищі.
Срібло-цинкові акумулятори по своєму влаштуванні мають багато спільного з безламельними кадмієво-цинковими акумуляторами. Являють собою одну із різновидностей лужних акумуляторів. Їх питомі характеристики у декілька разів перевершують досягнуті у свинцевих і нікель-кадмієвих.
Негативно заряджені пластини срібно-цинкових акумуляторів виконують переважно з окису цинку, а позитивно заряджених — з відновленого срібла. Електроліт — розчин їдкого калію. Різниця потенціалів одного срібно-цинкового акумуляторного елемента становить близько 1,5 В. Корпуси срібно-цинкових акумуляторів виготовляють з пластмаси. Напівпрозорі корпуси дозволяють слідкувати за рівнем електроліту в них.

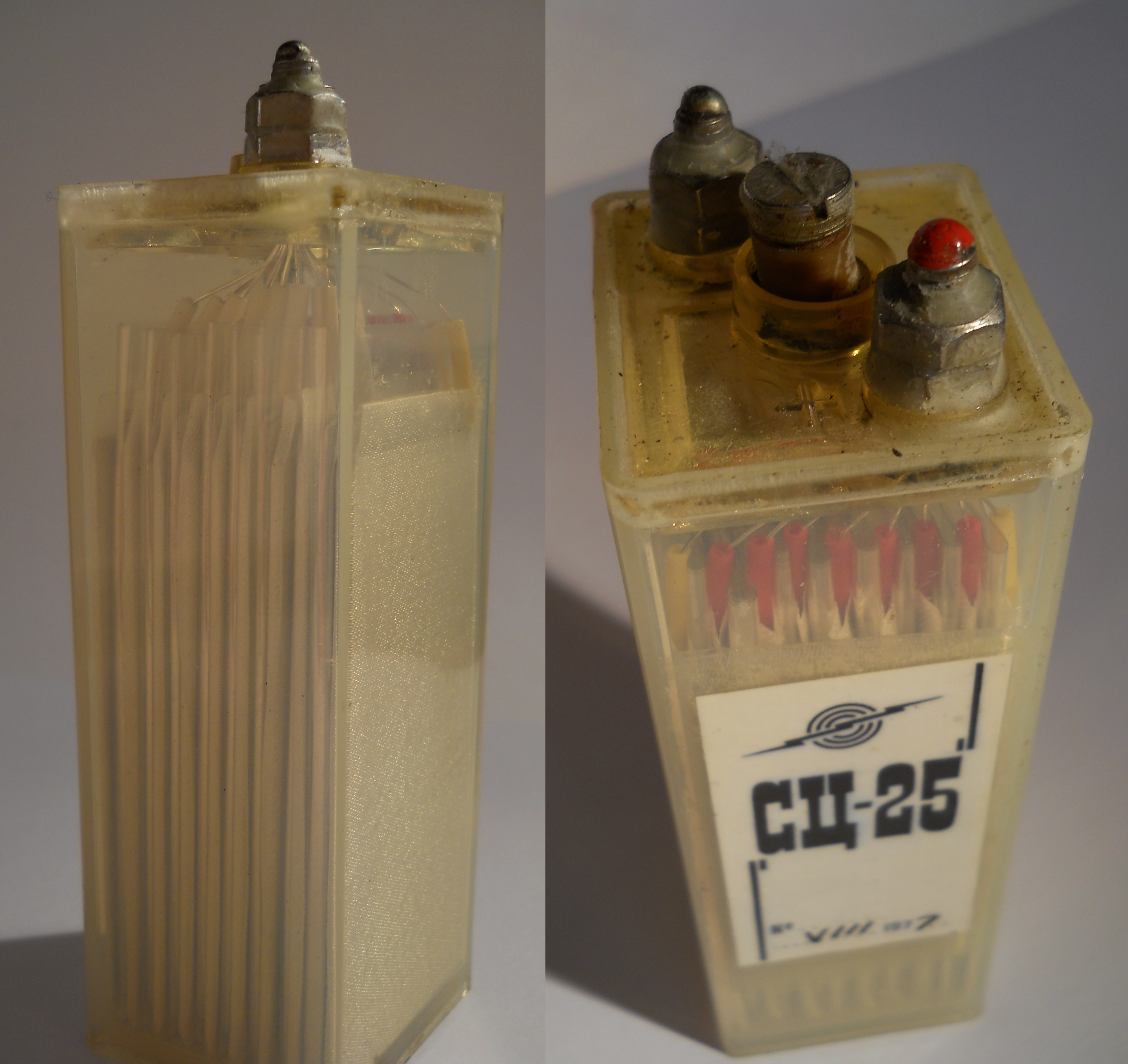
Срібло-цинковий акумулятор СЦ-25.
На фото можна побачити:
- контейнер з пластмаси;
- два вивідних затискачі;
- водонепроникна пробка;
- в коробці — негативні і позитивні електроди

## Історія
Для широкого поширення і промислового виготовлення цих акумуляторів знадобилося більш ніж півстоліття. Лише 1943 року французький вчений Анре створив спеціальний цинковий електрод, нерозчинний у лужному електроліті. До цього часу спроби створення срібно-цинкових акумуляторів закінчувались невдачею через незворотнє розчинення цинкового електроду і проростання дендритів срібла, відновлюваного з окису срібла надлишком водню .
Створений нерозчинний в електроліті цинковий електрод являє собою окис цинку і цинкового пилу. При окисленні цього електроду пори пластин заповнюються гідроокисом і окисом цинку, нерозчинними в малій кількості електроліту.

## Будова
Для срібло-цинкових акумуляторів характерні прямокутна форма корпусу, плоскопаралельне розташування електродів і матричний електроліт.
Влаштування срібно-цинкового акумулятора наступне: в пластмасовому контейнері поміщені негативні і позитивні електроди, складені із окремих пластин. Негативні електроди складені із пластин окису цинку, які поміщені в захисні пакети із пластмаси, яка добре пропускає електроліт і затримує металеві частинки. Позитивні електроди виготовлені із чистого срібла. Електроди жорстко з'єднані з вивідними затискачами, добре проводячими струм шинами, надійно утримуючими взаємне розташування електродів всередині контейнера. При такому кріпленні немає потреби в підтримуючих сітках або решітках, якими зазвичай фіксують місцезнаходження пластин в акумуляторах різних типів.
Електроліт — розчин гідроксиду калію. При формуванні акумуляторів у процесі їх виробництва в електроліті в результаті взаємодії окису цинку з гідроокисом калію утворюється цинкат калію, який є сіллю неіснуючої у вільному стані цинкової кислоти. Цинкат калію розчиняється у воді, а окис цинку в воді нерозчинний.
Вільна кількість електроліту, який необхідний для нормальної роботи акумулятора, не є великою. Це дозволяє використовувати акумулятор як напівсухий, експлуатуючи його в будь-якому положенні (горизонтальному чи вертикальному). Пробка, якою закривається місткість контейнера, водонепроникна і відкривається лише на час зарядки; при цьому акумулятор повинен знаходитись у вертикальному положенні.

## Хімічні реакції
Хімічна реакція полягає в наступному:

Реакція з позитивним електродом і негативним електродом:
Катод Ag2O + H2O + 2e- → 2Ag + 2OH-
Анод Zn + 2OH- → ZnO + H2O + 2e-

## Особливості срібло-цинкових акумуляторів
На початку розрядки акумулятора спостерігається дещо підвищена напруга, що пояснюється присутністю перекису срібла. Як тільки перекис срібла перейде в окис, напруга стає постійною і не змінюється до кінця розрядки. При напрузі 1,5 В відбувається перехід окису срібла в чисте срібло. Утворення перекису срібла під час зарядки акумулятора супроводжується підвищенням напруги на акумуляторі в результаті різниць концентрації вільних електронів в матеріалах електродів.
Срібно-цинкові акумулятори допускають значну щільність струму, завдяки чому можна знімати високі струми з акумулятора малих розмірів. Завдяки малому внутрішньому опору срібно-цинковий акумулятор ємністю 0,5 А·год може забезпечувати в короткотривалому імпульсі струм до 600 ампер. Ці акумулятори володіють стабільною напругою при розрядці інтенсивними режимами, що пояснюється малою поляризацією електродів і тим, що в процесі розряду активна маса позитивного електроду перетворюється в металічне срібло, від чого електропровідність електрода збільшується. Окрім того, вони мають високу віддачу по енергії, яка досягає 85 %, і віддачу по струму, близьку до 100 %.  За літературними даними струм при негайній розрядці акумуляторної батареї ємністю 85 А·год становить 600 ампер, а при короткотривалих розрядах — до 2000 А. Розміри такої акумуляторної батареї становлять 400×200×265 мм при загальній вазі 29 кг.
Акумулятори достатньо добре працюють при температурі до -59 °С, тобто до повного замерзання електроліту.(за іншими даними, вони погано працюють при низьких температурах) Верхньою температурною межею можна вважати відмітку +80 °С. При цьому акумулятори добре переносять відносно великі перепади тиску зовнішнього середовища. Нормальними температурними межами роботи акумуляторів вважають -30 і +70 °С.
Заряджені акумулятори можуть зберігатись протягом довгого часу, мало змінюючи свою ємність завдяки невеликому саморозряду. При зберіганні акумулятора протягом одного року ємність заряду зменшується на 20-30 % відносно її номінального значення.
Срібло-цинкові акумулятори в 4-6 разів легші і в стільки ж разів менші за об'ємом від звичайних кислотних і лужних акумуляторів, при однаковій ємності заряду.
Проте, ці акумулятори мають малий термін служби.
При високій чистоті срібла, хорошій якості окису цинку, хорошій фільтрації металевих частинок захисними пакетами негативних пластин і потрібній концентрації електроліту досягаються перелічені вище дані характеристики срібло-цинкових акумуляторів. В іншому випадку збільшується саморозряд і зменшується ємність заряду акумуляторів, підвищується внутрішній опір і обмежується розрядний струм акумуляторів.
| Позначення | Номінальна напруга, в | Номінальна ємність, А·год | Струм заряду, А | Струм при п'ятихвилинному розряді, А | Розміри, мм | Вага, г |
| ---------- | --------------------- | ------------------------- | --------------- | ------------------------------------ | ----------- | ------- |
| СЦ-0,5     | 1,5                   | 0,5                       | 0,5             | 7                                    | 12×24×37    | 19,5    |
| СЦ-5       | 1,5                   | 5                         | 5               | 70                                   | 22×45×63    | 165     |
| СЦ-11      | 1,5                   | 12                        | 10              | 7120                                 | 21×41×100   | 190     |
| СЦ-25      | 1,5                   | 25                        | 25              | 300                                  | 47×47×107   | 470     |
| СЦ-45      | 1,5                   | 45                        | 50              | 700                                  | 47×51×140   | 700     |
| СЦ-95      | 1,5                   | 95                        | 100             | 1200                                 | 71×55×212   | 1820    |
| СЦ-100     | 1,5                   | 100                       | 100             | 1200                                 | 50×105×140  | 1950    |

Фірма Yandry (ЗДА) виготовляла 19 типорозмірів срібло-цинкових акумуляторів ємністю від 0,5 до 525 А·год, які використовувались у більш як 50 видах різних виробів.